# Paul Pretsch

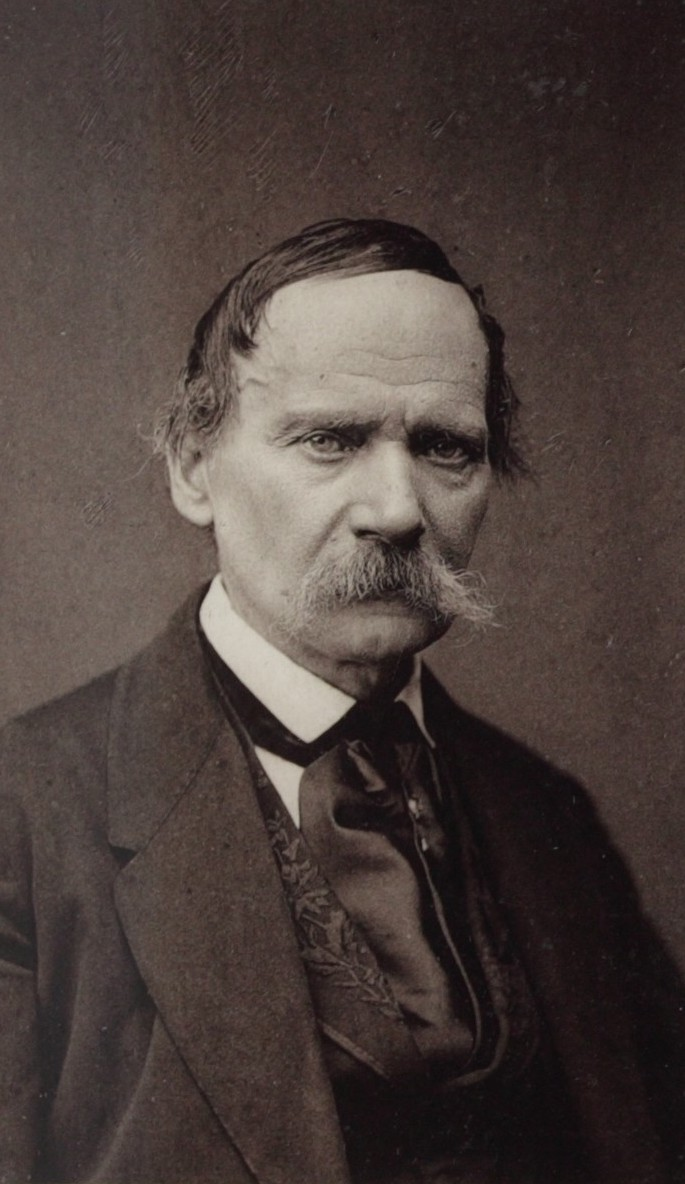
Paul Pretsch, Foto von Fritz Luckhardt

Paul Pretsch (* Jänner 1808 in Wien; † 26. August 1873 ebenda) war ein österreichischer gelernter Buchdrucker und der Erfinder der Fotogalvanografie. Als solcher zählt er zu den Pionieren der Fototechnik und des Edeldrucks.

## Leben
Pretsch, Kind eines 1831 verstorbenen Gold- und Silberarbeiters, musste wegen des frühen Tods seiner Mutter († 1822) den Besuch des Akademischen Gymnasiums Wien abbrechen. Durch eine 1822 begonnene Schriftsetzerlehre bei der Wiener Firma Anton von Haykul († 1824) wurde er gelernter Buchdrucker. Als Geselle wanderte er in den 1830er Jahren durch Deutschland, die Niederlande und Belgien. In den Jahren 1839/1840 war er bei der Firma Anton Benko beschäftigt, die unter anderem Galvanoplastiken herstellte, und leitete deren Geschäfte in Jassy (Moldau).
Zu Neujahr 1842 wurde er von Alois Auer von Welsbach, einem Anhänger und Entwickler des Naturselbstdrucks, in der k.k. Hof- und Staatsdruckerei zu Wien als Setzer und Korrektor angestellt. 1843 stieg er zum Faktor (Schriftsetzermeister) auf. 1845 gab er die Wochenschrift „Der Erzähler“ heraus. 1848 bis 1850 verantwortete er die Buchdruckerei des Journals „Österreichischer Lloyd“. 1848 begleitete er Direktor Auer auf einer Reise nach Lemberg. 1850 unternahm er Dienstreisen nach London und Paris. 1851 reiste er zur Vertretung der österreichischen Staatsdruckerei erneut nach London, wo in jenem Jahr die Great Exhibition abgehalten wurde. Neun Monate später kam er von dieser Reise nach Wien zurück und arbeitete an der Idee, Reliefs, welche beim Aufquellen belichteter Kaliumbichromat-Leimschichten in kaltem Wasser entstehen, galvanoplastisch abzuformen. Im Spätherbst 1854 kündigte er seinen Dienstposten und lebte für neun Jahre in England. In London beschäftigte er sich weiterhin mit seiner Idee für die Drucklegung von Fotografien, einer Variante der Heliografie, welche auf der von Franz von Kobell 1840 erfundenen Galvanografie aufbaut.
Am 9. November 1854 erhielt er unter dem Titel „Production of copper and other printing plates“ das englische Patent Nr. 2373. Dieses Patent bildete die Grundlage für ein französisches Patent vom 1. Juni 1855 und ein österreichisches Patent im Jahr 1866. Unter dem Titel „Obtaining cylindrical and other surfaces“ erhielt er am 11. August 1855 ein weiteres englisches Patent mit der Nr. 1824. Dieses Patent hat die Verwendung fotogalvanografischer Kupferzylinder für Pressendruck von Zylinder- oder Rollformen im Bereich der Zeug- und Baumwolldruckerei zum Gegenstand.

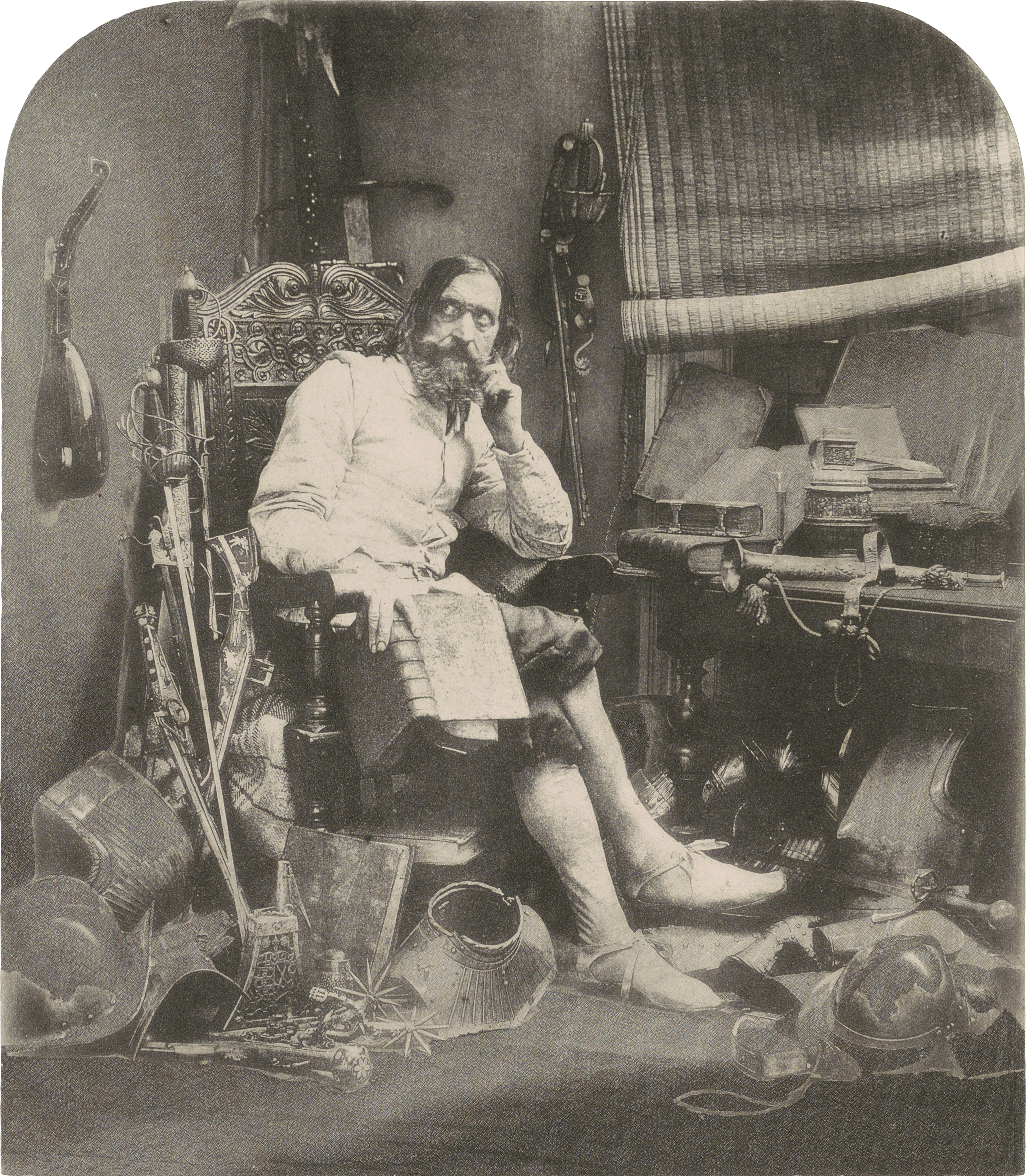
Don Quixote in His Studio, Tableau von William Lake Price nach einem Don-Quijote-Motiv von Adolph Schroedter, London um 1855, 1857 als Fotogalvanografie von der Photo-Galvano-Graphic Company gedruckt, National Gallery of Art, Washington, D.C.

Im gleichen Jahr gründete er die Patent Photo-Galvano-Graphic Company, die ihren Sitz in London-Islington nahm und ab 1856 die Heftserie Photographic Art Treasures; or, Nature and Art Illustrated by Art and Nature im Großfolio herausgab. Zwischen November 1856 und Juli 1857 erschienen 5 Hefte à 4 Blätter, unter anderem mit Fotografien von Roger Fenton, der im August 1857 der Leiter der Fotoabteilung von Pretschs Foto-Kunstverlag wurde. Die Heftserie war das erste regelmäßig erscheinende Verlagswerk, das sich der künstlerischen Fotografie widmete. Ein von Pretsch veröffentlichter Druck unter dem Titel „Scene in Gaeta after the Explosion“ war das erste publizierte Foto der Geschichte, das durch ein Relief-Druckraster entstanden war, gleichzeitig das erste kommerzielle Beispiel für den Einsatz eines Druckrasters.
Nach zwei Jahren löste sich Pretschs Gesellschaft wieder auf, nach Zwistigkeiten mit Duncan Campbell Dallas (≈1830–≈1890), einem illoyalen Partner von Pretsch, der 1863 seine Chance gekommen sah, sein eigenes Verfahren der Fotogalvanografie anzupreisen. Eine weitere Person, die Pretsch zu schaffen machte, war der Brite William Henry Fox Talbot, der Erfinder eines Verfahrens zur Ätzung fotografischer Bilder, der Pretsch wegen dessen Patent ab 1857 gerichtlich angriff. Im Ergebnis des kostentreibenden Gerichtsverfahrens ging Pretschs Unternehmen mit einem Defizit von 4000 Pfund in die Insolvenz.
1865 erhielt Pretsch, der 1863 nach Österreich zurückgekehrt war, vom österreichischen Staatsministerium (Anton von Schmerling) einen Unterstützungsbeitrag, um seine Versuche zur Vervollkommnung seiner Erfindungen fortzusetzen. Seine Versuche betrieb er auch am K.k. Militärgeographischen Institut. Allerdings war ihnen kaum Erfolg beschieden. Er fand wieder eine Anstellung bei der österreichischen Staatsdruckerei, wo er zuletzt mit Korrekturlesen beschäftigt war.
Der Franzose Louis-Alphonse Poitevin entwickelte 1855 das Verfahren der Collotypie, das dem von Pretsch entwickelten, bereits 1854 patentierten Verfahren gleicht.

## Würdigungen
Der „Verein der Wiener Buchdruckerei-Faktore“ ließ 1888 von der Künstlerin Ella Weber ein Marmor-Medaillon mit einem Porträt von Pretsch anfertigen und hängte es in seinem Vereinslokal auf. In Wien-Simmering wurde 1961 die Pretschgasse nach ihm benannt.